# Едвін Роберт Бівен
Едвін Роберт Бівен (англ. Edwyn Robert Bevan; 15 лютого 1870, Лондон — 18 жовтня 1943, Лондон) — британський філософ та історик елліністичного світу.

## Життєпис
Едвін Роберт Бівен був чотирнадцятим з шістнадцяти дітей банкіра Роберта Купера Лі Бівена, партнера банку Barclays, та його другої дружини — перекладачки та поетеси Емми Френсіс Шаттлворт, дочки Філіпа Ніколаса Шаттлворта, єпископа Чичестерського. Він здобув освіту в школі Монктон Комбе та в Новому коледжі Оксфорду.
Бівен займав академічну посаду в Лондонському королівському коледжі як викладач елліністичної історії та літератури. Арабіст Ентоні Ешлі Бівен був його братом, прихильниця теорії змови Неста Хелен Вебстер — його молодшою сестрою, а художник Роберт Полхілл Бівен — двоюрідним братом.
Едвін Роберт Бівен одружився з Мері Вальдегрейв, дочкою Гранвіля Вальдегрейва, 3-го барона Радштока в 1896 році, і у них народилися дві дочки Крістіна (нар. березень 1897, пом. 1981) та Енн (нар. березень 1898, пом. 1983). Серія ранніх кольорових фотографій доньки Крістіни у червоному, зроблених Мервіном О'Горманом у 1913 році, була включена у виставку «Drawn by Light» у 2015 році Національним музеєм науки та медіа та привернула увагу преси та соціальних мереж.
Бівен отримав звання почесного доктора Університету Сент-Ендрюса в 1922 році та почесного доктора літератури Оксфордського університету в 1923 році. У 1942 році він став членом Британської академії.

## Науковий доробок
- The House of Seleucus (1902) 2 volumes Volume I Volume II
- The Prometheus Bound of Aeschylus, rendered into English verse 1902
- The Seven against Thebes of Aeschylus, rendered into English verse 1912
- Indian Nationalism: An Independent Estimate (1913)
- Stoics and Sceptics (1913)
- Brothers all: The War and the Race Question (1914)
- Peace with Empire: The Problem (1915)
- German War Aims (1917)
- The Method in the Madness: A fresh Consideration of the Case between Germany and Ourselves (1917)
- Ancient Mesopotamia: The Land of The Two Rivers (1918)
- German Social Democracy During the War(1918)
- The German Empire of Central Africa as the Basis of a New German World Policy (1918) with Emil Zimmermann
- Hellenism and Christianity (1921)
- The Hellenistic Age (1923) with J. B. Bury[en], E. A. Barber, W. W. Tarn
- The House of Ptolemy (1927)
- The World of Greece and Rome (in Benn's Sixpenny Library) (1927)
- Later Greek Religion (1927)
- Sibyls and Seers: A Survey of Some Ancient Theories of Revelation and Inspiration (1928)
- The Legacy of Israel (1928) editor with Charles Singer
- Thoughts on Indian Discontents (1929)
- Jerusalem under the high priests: five lectures on the period between Nehemiah and the New Testament (1930)
- The hope of a world to come; underlying Judaism and Christianity (1930)
- The Poems of Leonidas of Tarentum (1931)
- Christianity (1932) Home University Library of Modern Knowledge
- Our Debt to the Past (1932) with others
- After Death (1934) with others
- Symbolism and Belief (1938) Gifford Lectures
- Holy Images: An Inquiry Into Idolatry and Image-Worship in Ancient Paganism and in Christianity (1940)
- Christians in a World at War (1940)